# مینای گوشواره‌ای جزیره اینگانو
مینای گوشواره‌ای جزیره اینگانو یکی از گونه‌های مینای گوشواره‌ای است که نام علمی آن Gracula enganensis است و در جزیره اینگانو در نزدیکی جزیره سوماترا وجود دارد.